# Spilogona latimana
Spilogona latimana är en tvåvingeart som beskrevs av Malloch 1931. Spilogona latimana ingår i släktet Spilogona och familjen husflugor. Inga underarter finns listade i Catalogue of Life.